# Gal (stof)
Gal is een geel-groenige (soms zwarte) vloeistof die wordt uitgescheiden door de lever en in de galblaas tijdelijk wordt opgeslagen in een ingedikte toestand. Gal bestaat onder andere uit water, galzouten, cholesterol en bilirubine.
Als vethoudend voedsel de wand van de twaalfvingerige darm (duodenum) passeert, veroorzaakt dit een parasympathische reactie in de galblaas en afgifte van het hormoon cholecystokinine waardoor gal wordt afgegeven via de galgang (ductus choledochus) door de sfincter van Oddi aan de twaalfvingerige darm.
Door de galzouten in de gal worden vetten geëmulgeerd en ontstaan micellen zodat de vetten makkelijker verteerbaar zijn.
Als de gal uitgewerkt is verlaat deze het lichaam met de ontlasting. Veel galzouten worden echter weer opgenomen via de darm-leverkringloop (enterohepatische kringloop). De galzouten worden voor meer dan 97,5% in het laatste stuk van de dunne darm (het ileum) opgenomen en weer naar de lever vervoerd zodat ze opnieuw kunnen worden gebruikt. De bruine kleur van feces is afkomstig van zogeheten galkleurstoffen, afbraakproducten van hemoglobine.
Naast de 'darm-leverkringloop' bestaat er ook nog een 'gal-leverkringloop' (cholehepatische kringloop). Daarbij worden de galzouten al in een eerder stadium gerecycled, nog voor zij de darmen hebben bereikt. Deze worden in de galgangen opgenomen en komen daarna weer in de lever terecht om opnieuw gebruikt te worden.

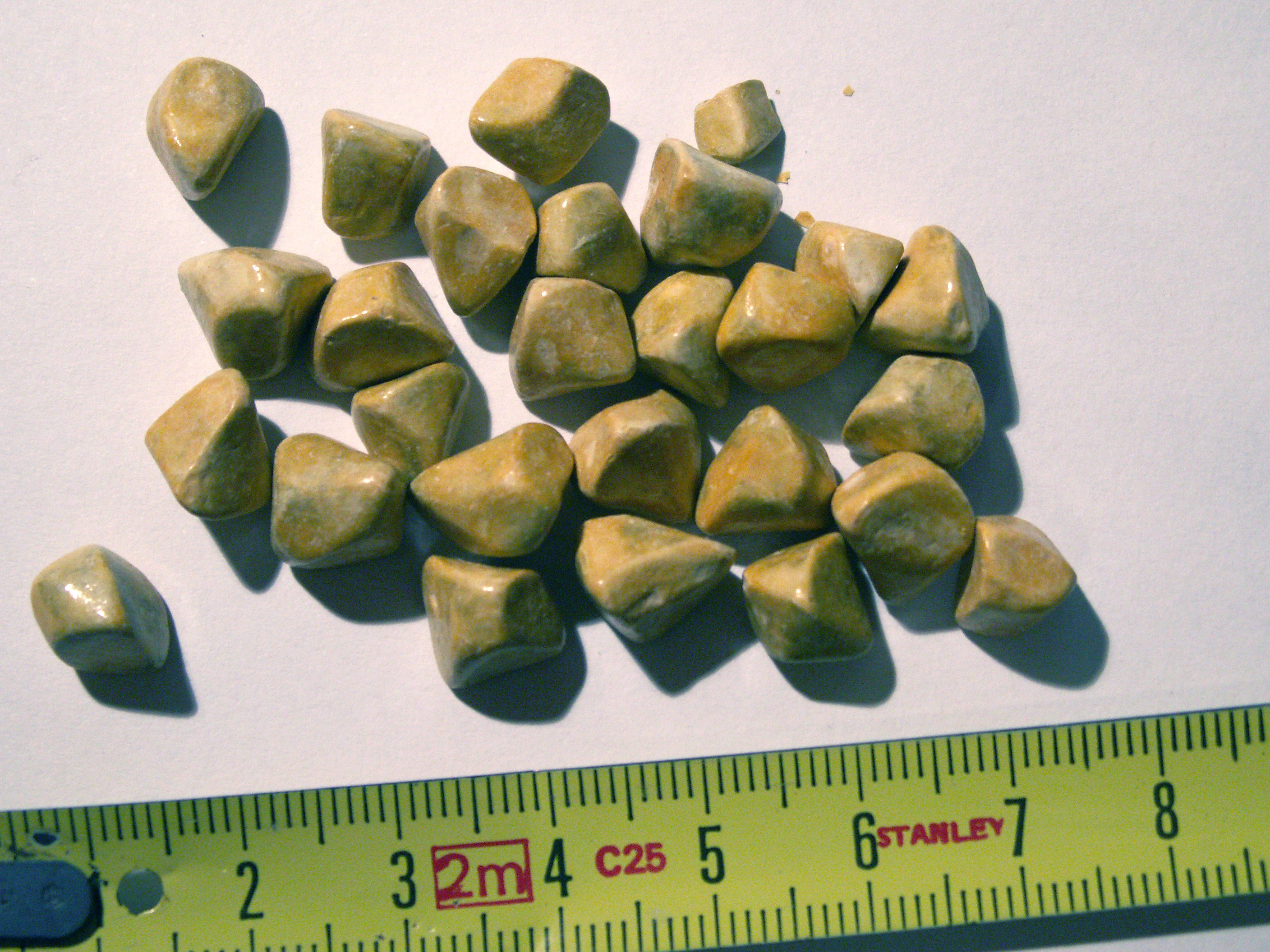
Galstenen

Galzuren(zouten) worden gemaakt door hydroxylatie van cholesterol. Voor deze hydroxylatie is als co-factor vitamine C nodig. Een tekort aan vitamine C kan zodoende zorgen voor onvoldoende hydroxylatie van cholesterol en dat leidt tot eventuele vorming van galstenen, aangezien de gehydroxyleerde cholesterol oplosbaar is in een waterige omgeving maar cholesterol niet.
Als bij meerdere malen braken de maag leeg raakt kan het voorkomen dat men gal opbraakt. Deze gal wordt door de hevige spierbewegingen uit de twaalfvingerige darm naar boven geperst.

## Etymologie
De naam gal is afgeleid van het Griekse cholè = groen, geel; vgl. chloros = helder groen, helder geel. De term cholesterol en de ziekte cholera zijn genoemd naar de gal. Het Latijnse woord voor gal is bilis, waarvan het woord biliair ('de gal betreffende') is afgeleid.
Vroeger werden aan een persoon die te veel gal had bepaalde eigenschappen toegeschreven. De moderne westerse psychologie sloot hierop aan. De typeringen cholerisch en melancholisch (letterlijk: zwartgallig) zijn er van afgeleid.